# Galah
Catatua-galah, catatua-rosada ou galah (Eolophus roseicapilla) é uma ave psitaciforme do grupo das cacatuas, típica do sub-continente australiano. É uma espécie bastante comum por toda a Austrália, excepto em zonas desérticas, de floresta tropical densa e a ponta norte do Cabo York. O habitat original dos galahs era a floresta de esclerófila e arbustos e savana australiana. Ao contrário da grande maioria das espécies nativas do país, o galah adaptou-se bem à presença europeia e colonizou rapidamente as áreas agrícolas, sendo também presença comum em jardins e parques das cidades australianas. A sua distribuição continua inclusivamente a aumentar e apareceu há pouco tempo e de forma espontânea na Tasmânia.
O galah é uma cacatua de asas e cauda cinzentas, com barriga, peito e cabeça cor-de-rosa; crista móvel é branca, tal como o bico. O dimorfismo sexual da espécie é mínimo e manifesta-se apenas na cor dos olhos, castanhos no macho e vermelhos na fêmea. Existem duas subespécies reconhecidas: Eolophus roseicapilla roseicapilla, presente no Norte e Este do país, com anel vermelho em torno dos olhos; e Eolophus roseicapilla assimilis, presente no Sul e Oeste, com anel ocular azulado.
Alimentam-se de sementes, ervas e frutos, em geral no chão. Nas cidades são por vezes considerados como praga pelos danos que causam aos relvados. Os galahs nidificam em troncos ocos de árvores, em especial eucaliptos, que forram de penas e folhas. Cada postura é constituída por 3 a 4 ovos brancos. Os juvenis recebem os cuidados parentais de ambos os progenitores. A esperança de vida média é elevada e em torno dos 30-40 anos. Estas aves são por vezes criadas como animais de estimação e criam fortes laços com os seus donos.
Os galah são aves gregárias que vivem em bandos numerosos e barulhentos e que por vezes têm comportamentos meio bizarros. É frequente ver um conjunto de galahs pousados em linha num tronco de árvore ou fio de alta tensão, com um ou dois pendurados confortavelmente de cabeça para baixo. Talvez por isso mesmo, galah significa tolo ou palerma em calão australiano.
A inclusão dos galahs no género Eolophus é controversa e alguns autores preferem classificar esta ave no género Cacatua.
O seu estado de conservação é seguro.

## Fotos

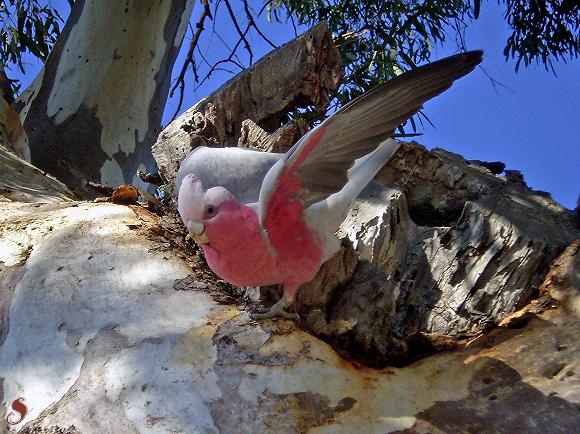
Galah protegendo seu ninho (Foto: Surukuku)
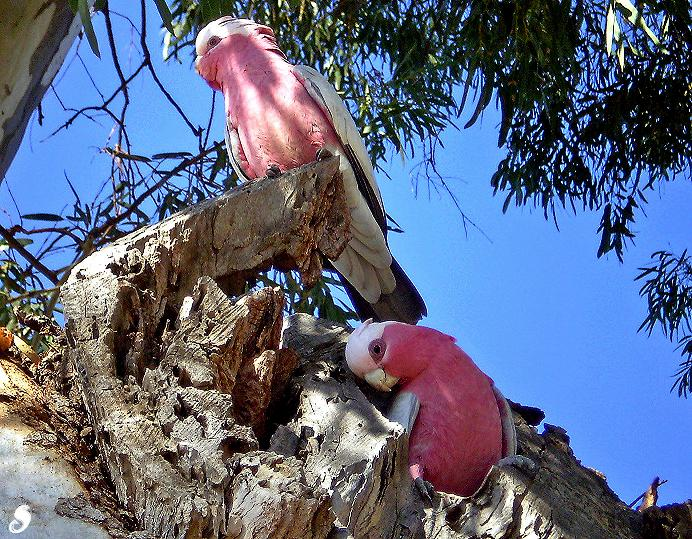
Casal de Galahs preparando seu ninho (Foto: Surukuku)